# Graciela Kaminsky
Graciela Laura Kaminsky (* im 20. Jahrhundert) ist eine US-amerikanische Wirtschaftswissenschaftlerin.

## Werdegang, Forschung und Lehre
Kaminsky studierte Wirtschaftswissenschaften am Massachusetts Institute of Technology, an dem sie 1983 als Ph.D. graduierte. Nach einem anschließenden Forschungsaufenthalt bei der Argentinischen Zentralbank im Jahr 1984 wechselte sie 1985 als Assistant Professor an die University of California, San Diego. 1992 übernahm sie einen Posten im Board of Governors des US-amerikanischen Federal Reserve Systems, ehe sie 1998 in den akademischen Betrieb zurückkehrte und an der George Washington University zur ordentlichen Professorin berufen wurde. Dort arbeitete sie insbesondere an der renommierten Elliot School of International Affairs. Parallel visitierte sie bei verschiedenen Hochschulen, aber auch nationalen Zentralbanken sowie supranationalen Organisationen wie dem Internationalen Währungsfonds oder Weltbank, bei denen sie teilweise auch als Beraterin in Erscheinung trat.
Kaminsky ist Mitglied der American Economic Association und der Latin American and Caribbean Economic Association. Sie gehörte der Redaktion verschiedener Periodika an, darunter das World Bank Economic Review, das Journal of Development Economics und das Journal of International and Economic Policy.
Kaminskys Arbeitsschwerpunkte liegen im Bereich internationales Finanzwesen, insbesondere mit Fokus auf Schwellenmärkte und Globalisierung der Finanzmärkte, und Wirtschaftsförderung. Sie setzte sich insbesondere mit den Auswirkungen von Wirtschafts-, Währungs-, Kapitalmarkt und Bankenkrisen auseinander. Unter ihren häufig zitierten Arbeiten finden sich insbesondere Zusammenarbeiten mit Carmen Reinhart und Carlos Vegh.